# Edouard Fiers

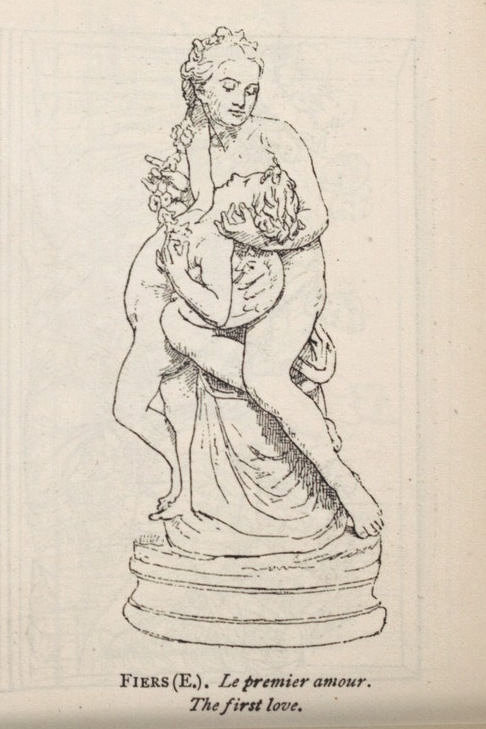
Lithografie van het beeld Le premier amour uit de geïllustreerde catalogus van de Exposition historique de l'art belge (1880)

Edouard Amand Joseph Fiers (Ieper, 22 augustus 1822 – Schaarbeek, 22 december 1894) was een Belgisch beeldhouwer.

## Leven en werk
Edouard Fiers was een zoon van glazenier François Fiers en Thérèse Dehollander. Hij werd opgeleid aan de Academie in Ieper, onder leiding van Jean-Baptiste Autrique. Hij studeerde vanaf 1839 verder aan de Koninklijke Academie voor Schone Kunsten van Brussel, onder leiding van François-Joseph Navez. Hij was er een leerling van Louis Jehotte, die aan de  Brusselse academie de cursussen 'antieke figuur' en 'historische compositie' introduceerde. Fiers behaalde in het studiejaar 1841-1842 de eerste plaats met zijn historische compositie en won naast de academiemedaille een gouden medaille van de stad Brussel. In 1842 werd hij als oud-leerling van de Ieperse Academie ook door zijn geboortestad gehuldigd. De stad voorzag hem jaarlijks (1842-1848) van een studiebeurs en betaalde een remplaçant, zodat Fiers niet in militaire dienst hoefde. Vanaf 1841 was Fiers achtereenvolgens werkzaam op de ateliers van Willem Geefs en Eugène Simonis, een verplichting van de Academie om ook praktijkervaring op te doen. In 1844 sloot hij zijn academische opleiding af met een eerste prijs voor beeldhouwen naar levend model. Zijn toelage vanuit Ieper stopte. In 1845 gaf de stad hem opdracht een beeld te maken van stadspatrones Onze-Lieve-Vrouw van Thuyne voor de belforttoren van de Lakenhalle van Ieper. Fiers trouwde in 1851 met Marie Tondeur (1805-1892) en zij vestigden zich in Schaarbeek.
Fiers ontwierp en maakte onder meer allegorische figuren, bustes, grafmonumenten, portretten en standbeelden in een neoclassicistische stijl. Hij maakte zijn beelden in diverse formaten en uitvoeringen. Fiers toonde zijn werk een aantal keren op exposities van oud-leerlingen van de Ieperse Academie. Vanaf 1850 nam hij deel aan salons in Antwerpen, Brugge, Brussel en Gent en tentoonstellingen van Levende Meesters in Amsterdam, Den Haag en Rotterdam. Speciaal voor de Nederlandse markt maakte hij beeldjes van onder anderen Jacob Cats, Joost van den Vondel en koning Willem III. Hij nam niet deel aan de Parijse salon, wel aan wereldtentoonstellingen in Parijs (1855, 1867 en 1878). Zijn werk werd meerdere malen bekroond. Op een tentoonstelling van de Academie van Beeldende Kunsten en Technische Wetenschappen in Rotterdam toonde hij in 1862 zijn beeld De slavin, het leverde hem een gouden medaille op en een benoeming tot lid van verdienste van de Academie. Als dank schonk hij de Academie een gipsen versie van het beeld. Op de Exposition historique de l'art belge in Brussel toonde hij in 1880 De eerste liefde (1857), De slavin (1862) en De Margriet (1869), die hij mogelijk zelf als zijn beste werken beschouwde.
In 1854 deed Fiers een voorstel aan het stadsbestuur van Ieper om de stad een uitvoering in gips van al zijn werken te schenken, dat in dank werd aanvaard. De stad en de Sociéte des beaux-arts deelden de kosten van het gieten. De beelden, op dat moment 28 stuks, werden opgesteld in een aparte afdeling van het Stedelijk Museum. De collectie werd tijdens de Eerste Wereldoorlog vernield en vanaf 1927 weer opgebouwd. Kort voor zijn overlijden schonk Fiers zijn Le lien d'amour (De liefdesband), een beeld van de godin Venus met haar zoontje Cupido, aan Schaarbeek op voorwaarde dat het in de trouwzaal van het gemeentehuis van Schaarbeek zou worden opgesteld. In 1911 werd het gemeentehuis door brandstichting verwoest. Na wederopbouw en restauratie van het beeld door Albert Desenfans kreeg het een nieuwe plek bovenaan de eretrap tegenover de ingang van de trouwzaal.
De beeldhouwer werd benoemd tot Ridder in de Orde van de Dannebrog (1860) en Ridder in de Leopoldsorde (1863). Edouard Fiers overleed op 72-jarige leeftijd. In Ieper (1895) en Schaarbeek (1903) werden straten naar hem vernoemd. 

## Enkele werken
- 1858: De Woede, collectie Museum voor Schone Kunsten in Doornik.
- 1860: ruiterstandbeeld van hertog Jan I van Brabant. Fiers schonk het beeld in 1884 aan Ieper, waarna het werd geplaatst in de Schepenzaal. Na de Eerste Wereldoorlog werd het opgenomen in de collectie van het Stedelijk Museum.
- 1863: De Industrie, gevelbekroning van het hoofdkantoor van de Nationale Bank van België aan de Wildewoudstraat in Brussel.
- 1863: marmeren buste van baron dr. Louis Seutin,[13] Paleis der Academiën in Brussel.
- 1866: buste van oud-burgemeester Charles de Brouckère en beelden van Neptunus en Amphitrite die een dolfijnenspan mennen voor de Fontein Charles de Brouckère (architect Henri Beyaert) aan de Naamsepoort in Brussel. Het monument werd in 1977 herplaatst aan de Palfynsquare in Laken.[14]
- 1868: grafteken met marmeren buste van Michiel van der Voort (ovl. 1867), voorman van de Vlaamse Beweging, op de begraafplaats van Sint-Joost-ten-Node.
- 1875: zes historische standbeelden voor de Lakenhalle van Ieper van Jan Yperius, Jan Yperman, Pieter Vander Zype, Jan d'Oultre, Jacob de Paepe en Melchior Broederlam. De beelden werden tijdens de Eerste Wereldoorlog vernield.
- 1875-1876: beelden van Filips de Schone en Johanna de Waanzinnige voor de gevel van het stadhuis van Brussel. Een opdracht voor een beeld van Hendrik de Bloyere ging naar Pieter Braecke, omdat Fiers niet tijdig met een ontwerp kwam.[15]
- 1877: Cérès, beeldengroep voor de familie Iweins in Zonnebeke.
- 1878: Florentijnse jongleur. Fiers toonde het gipsen beeld op de Wereldtentoonstelling in Parijs. Het beeld werd door de Compagnie des Bronzes in productie genomen.
- 1878-1879: Allegorische beelden van de Grondwet en de Wetenschap, ter bekroning van het Station Leuven.[16]
- 1892: marmeren standbeeld van Alphonse Vandenpeereboom (1812-1884) bij de Sint-Maartenskathedraal in Ieper. Kerk en beeld werden tijdens de Eerst Wereldoorlog vernield. Van het beeld werd het bovendeel teruggevonden. George Minne maakte een daarnaar gemodelleerde buste, die in 1953 naast de herbouwde kerk werd geplaatst.

## Galerij

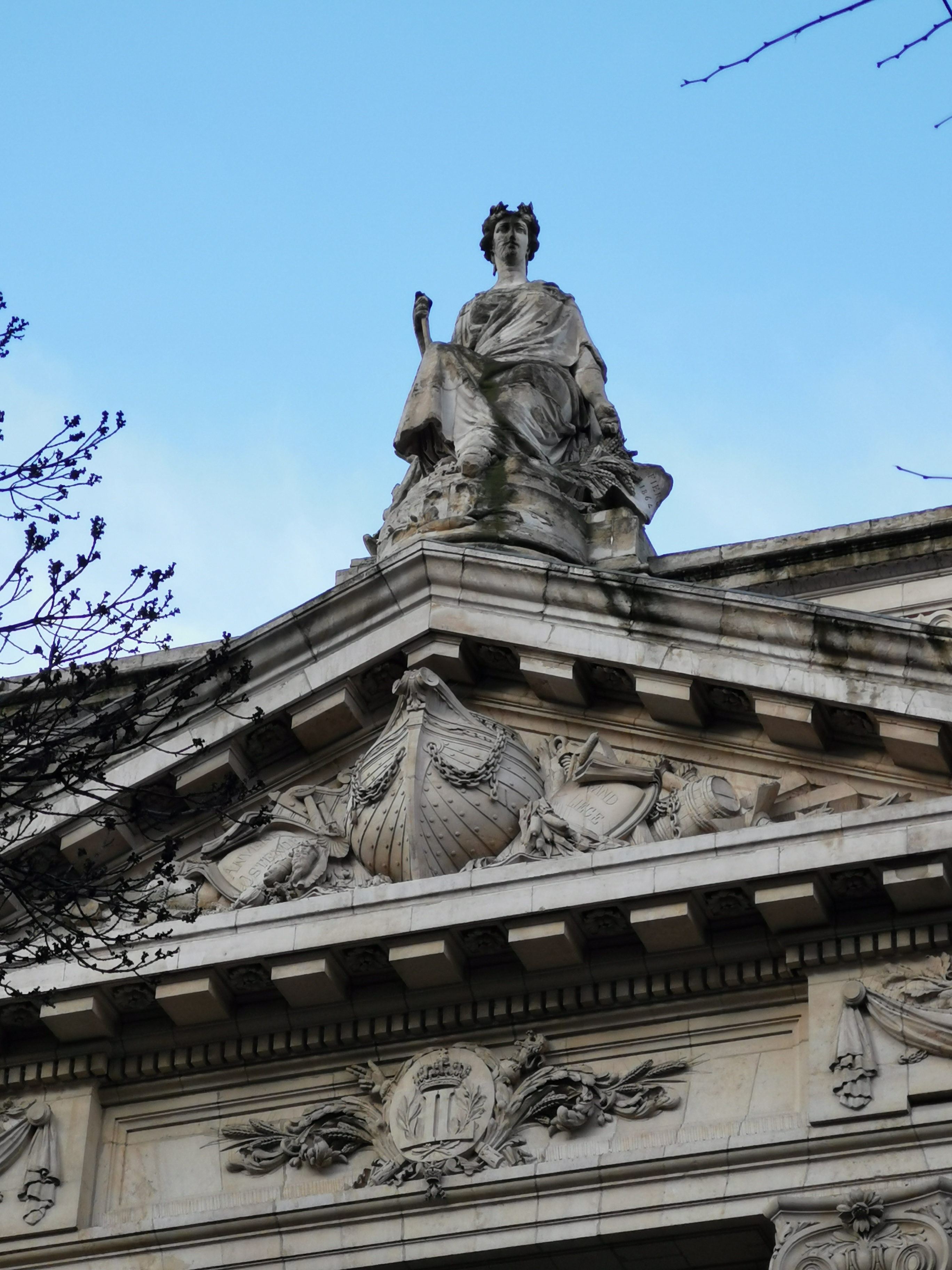
De Industrie (1863)
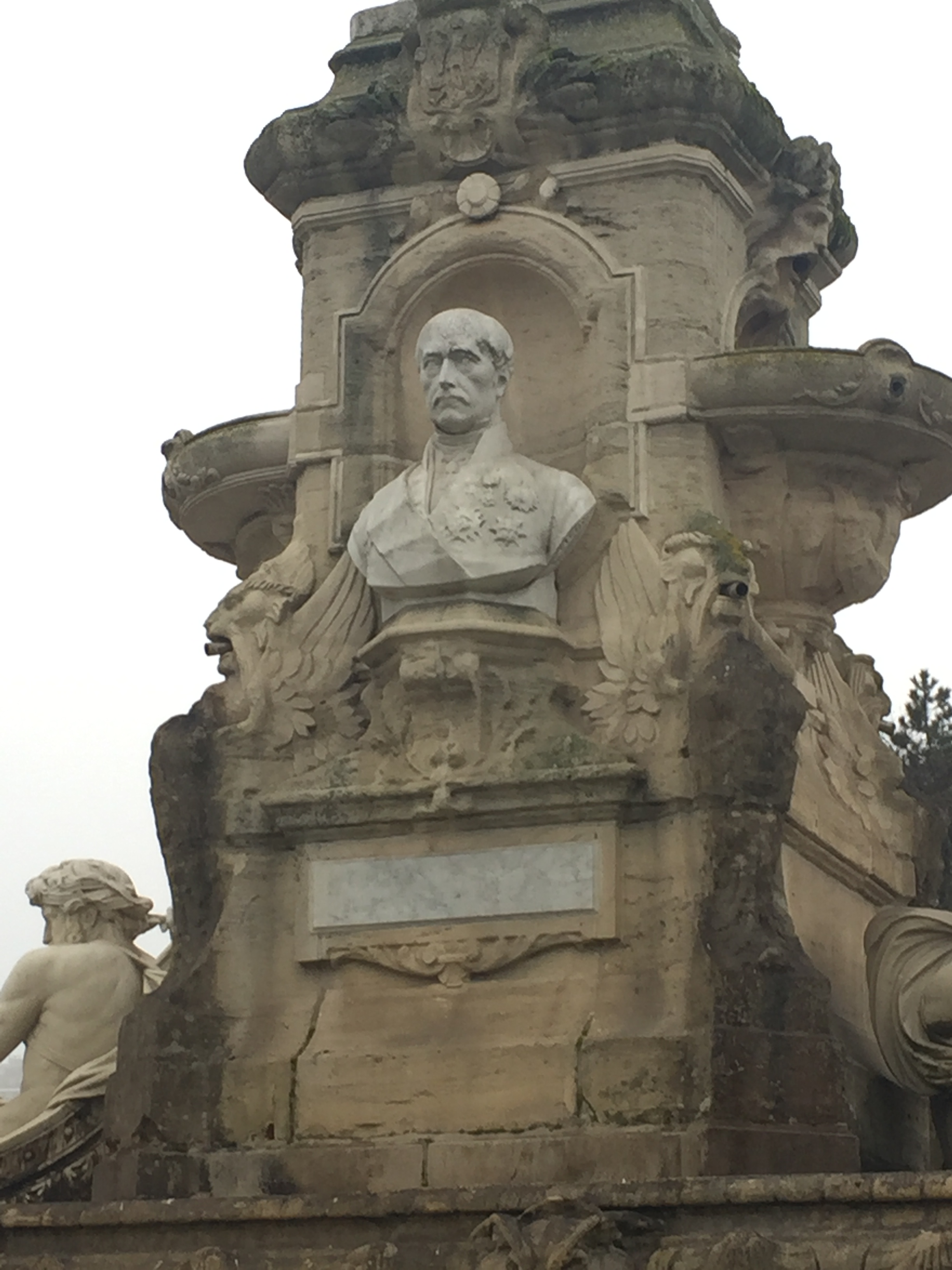
buste van Charles de Brouckère (1866)
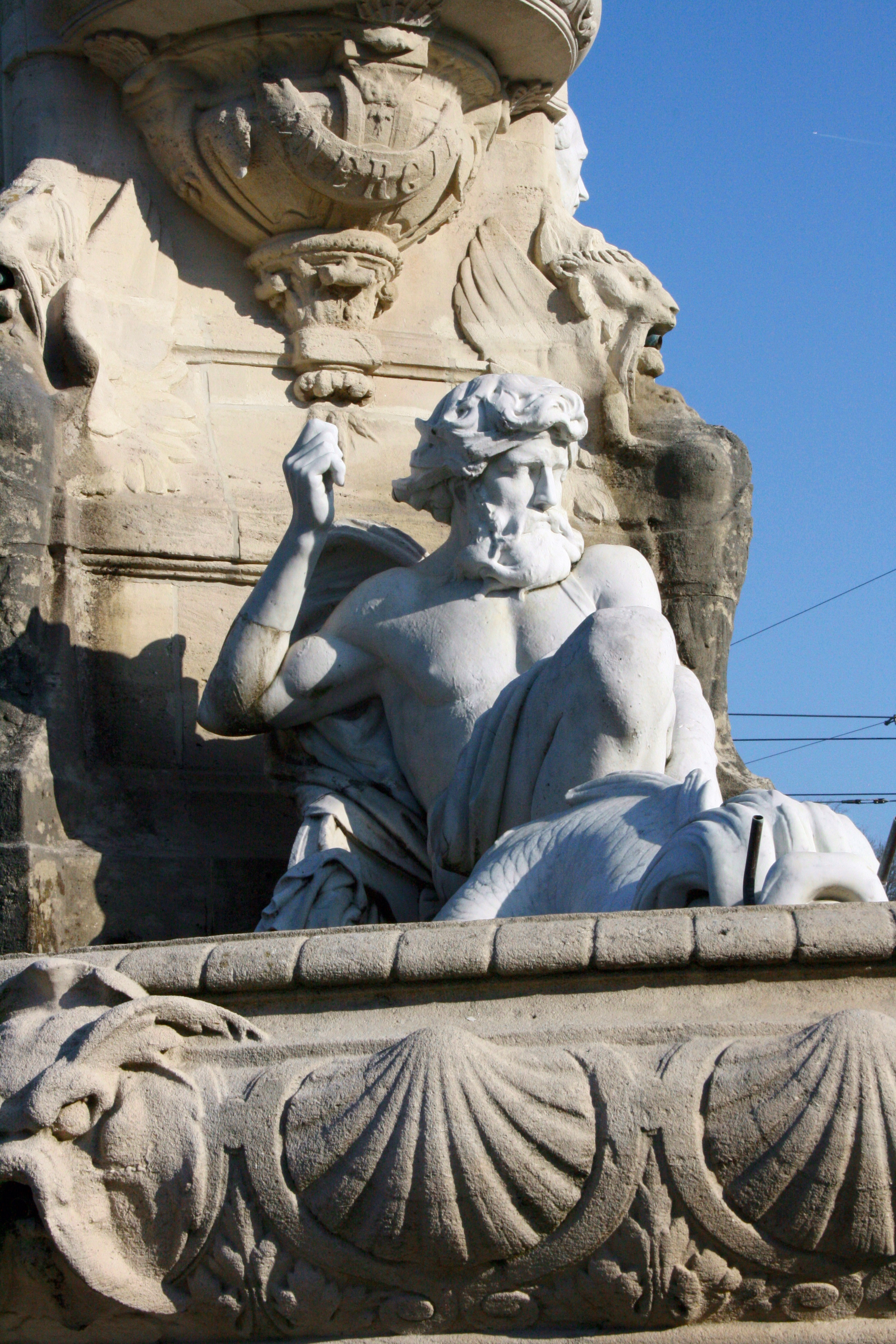
Neptunus (1866), onderdeel van de Fontein Charles de Brouckère
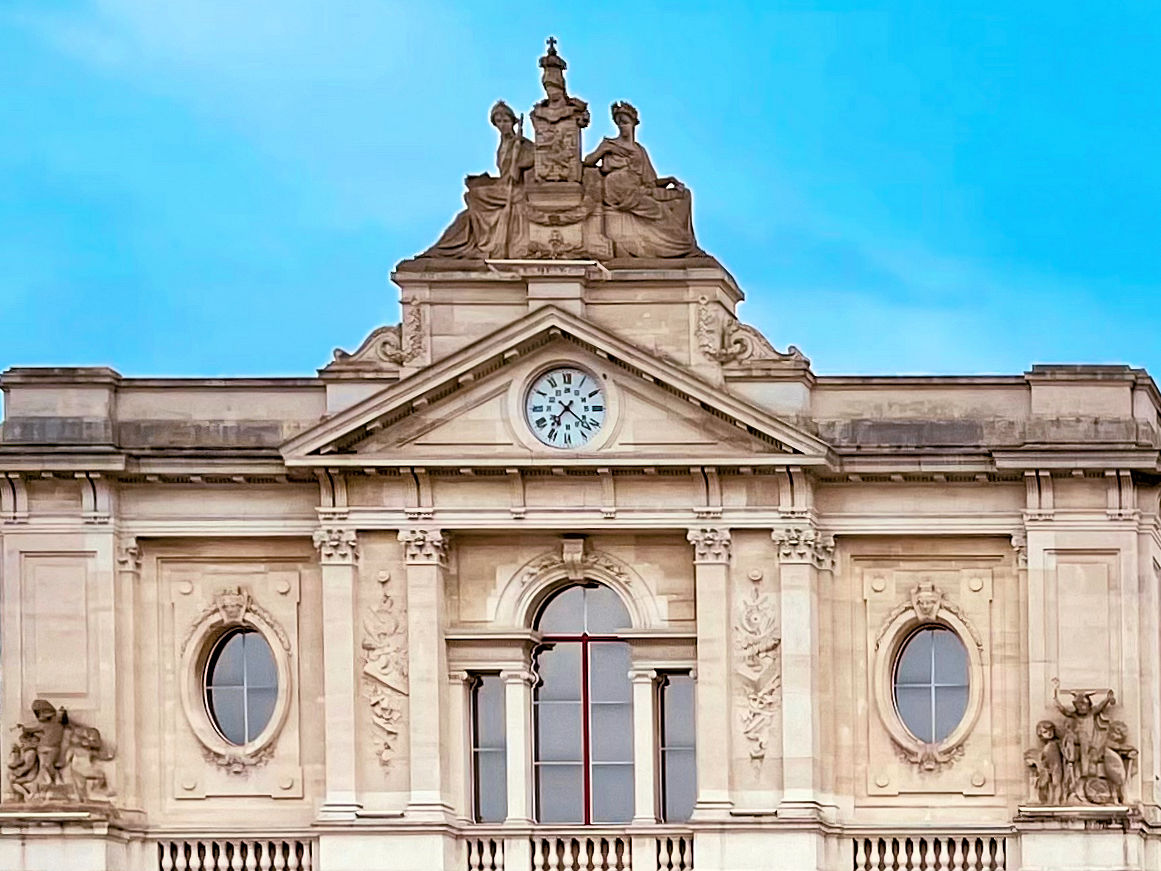
Beeldengroep Station Leuven (de kindergroepen zijn van Thomas Vinçotte)